# Сиротин, Александр Калистратович
Александр Калистратович Сиротин (род. 1899) — советский борец классического стиля, чемпион (1933, 1937) и серебряный призёр (1924, 1926, 1934) чемпионатов СССР, мастер спорта СССР (1936).

## Биография
Увлёкся борьбой в 1922 году. Участвовал в семи чемпионатах СССР. Выступал в легчайшей весовой категории (до 56 кг). Судья всесоюзной категории (1956).

## Спортивные результаты
- Чемпионат СССР по классической борьбе 1924 года — ;
- Чемпионат СССР по классической борьбе 1926 года — ;
- Чемпионат СССР по классической борьбе 1933 года — ;
- Чемпионат СССР по классической борьбе 1934 года — ;
- Чемпионат СССР по классической борьбе 1937 года — ;